# Sindi
Sindi je město v Estonsku, v kraji Pärnumaa. Je součástí samosprávné obce Tori, v roce 2020 zde žilo 3 790 obyvatel.

## Historie
V 9. tisíciletí př. n. l. bylo na místě dnešního města mezolitické osídlení – nejstarší dokázané osídlení Estonska. Geology bylo objeveno v roce 1965. Osídlení zde pravděpodobně nemělo dlouhého trvání, protože později byla oblast pokryta vodou. Tato bažinatá oblast tak zůstala poté neobydlena až do 16. století.
Jméno města je odvozené ze jména Clausse Zindta, starosty nedalekého Pärnu, který založil kraj, v němž město dnes leží. Status města má Sindi od roku 1938. Pro rozvoj města bylo důležité otevření železniční stanice roku 1928.

## Významní rodáci
- Uno Palu (* 1933) – desetibojař a olympionik
- Allar Raja (* 1983) – veslař a olympionik
- Julius Seljamaa (1883–1936) – politik a diplomat, ministr zahraničí

## Galerie

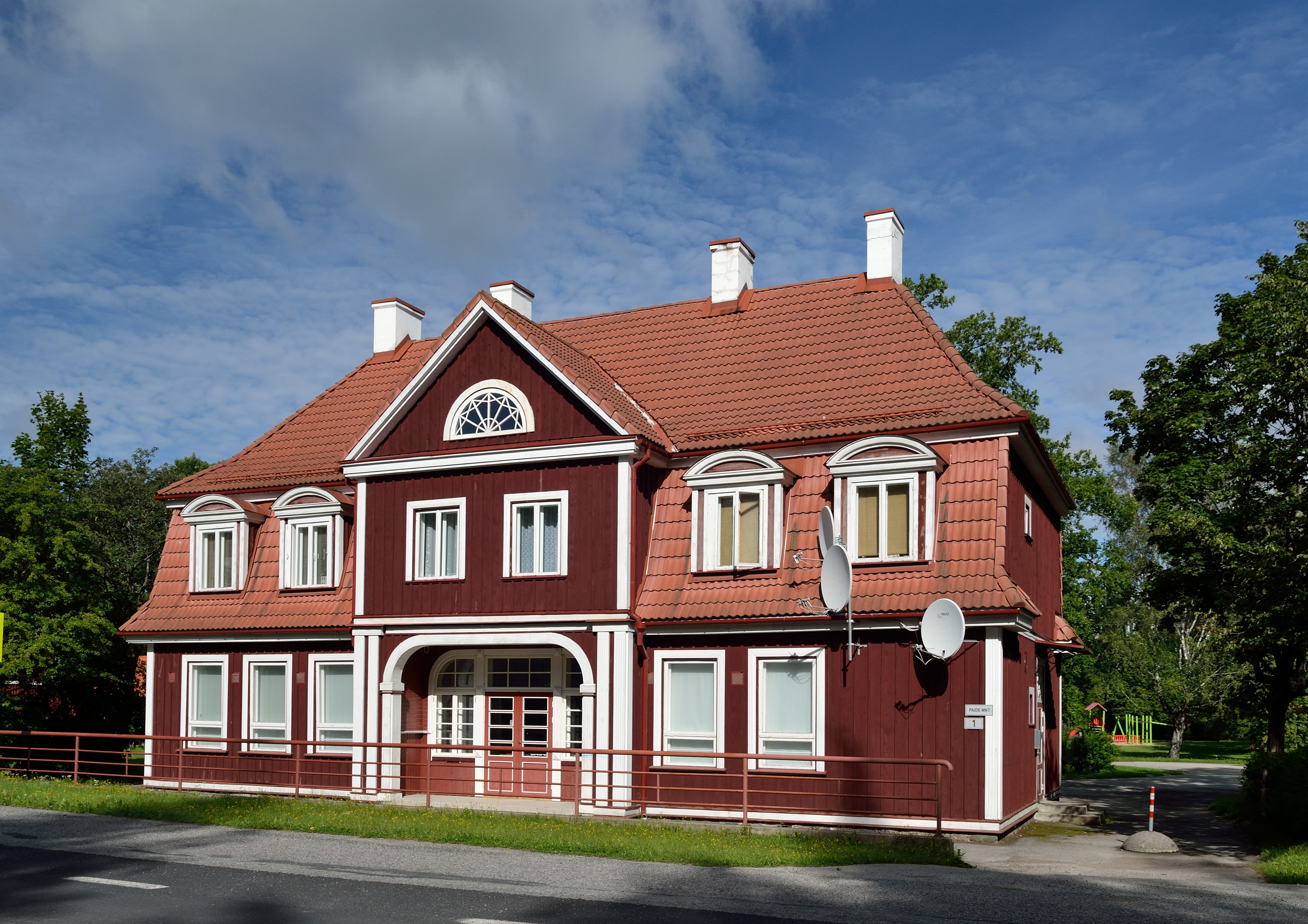
vlaková stanice
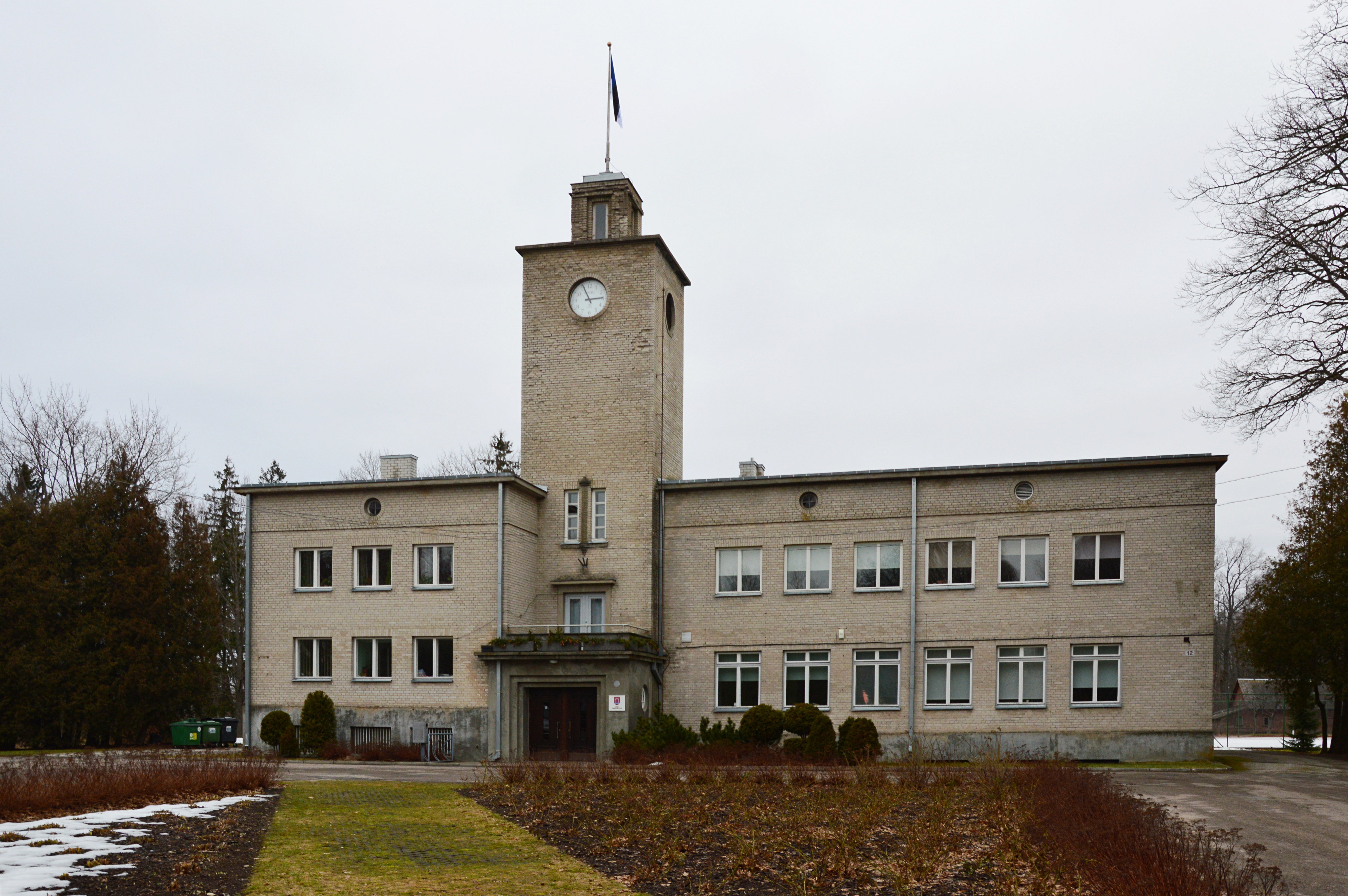
radnice
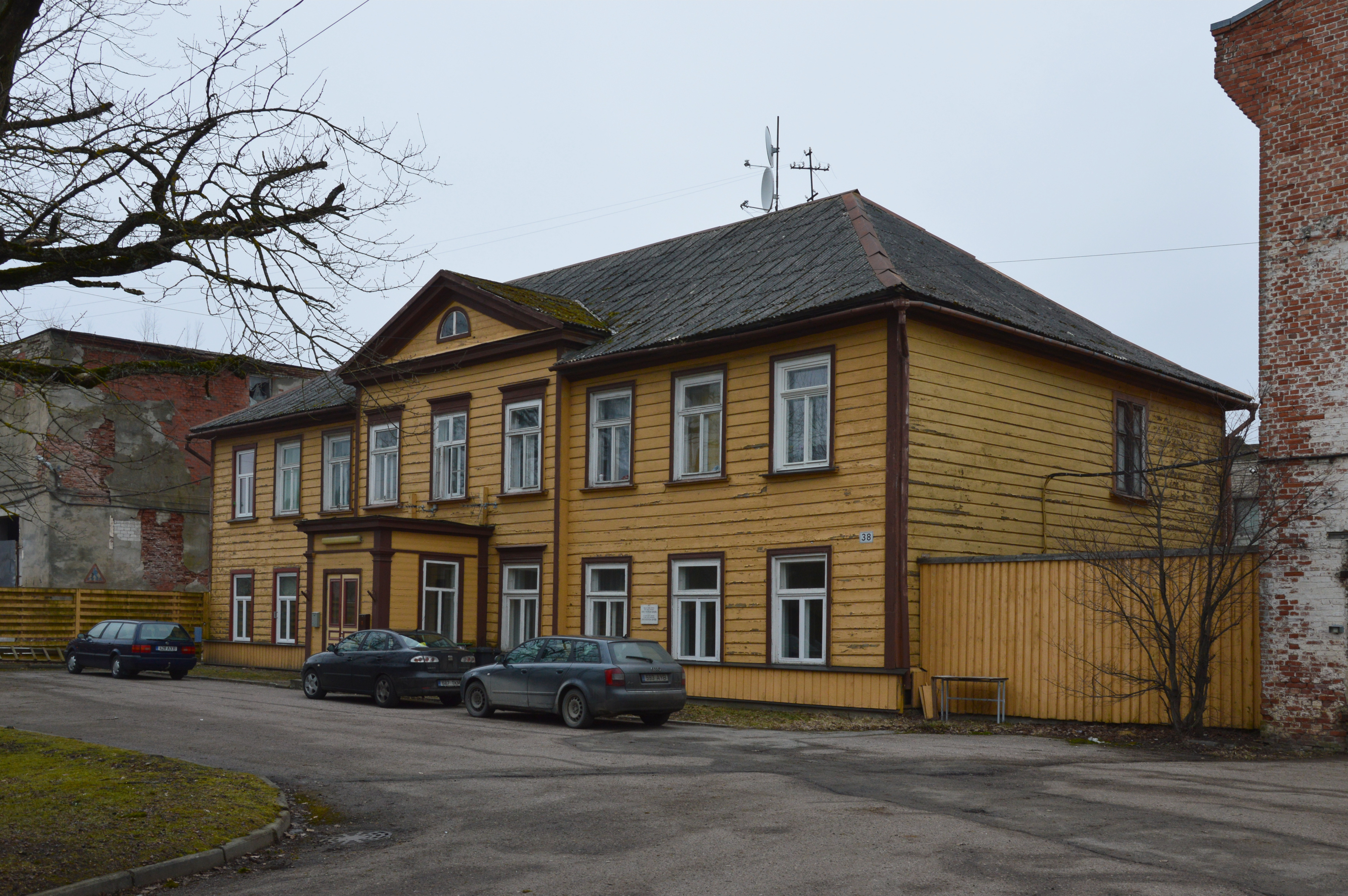
historická budova školy
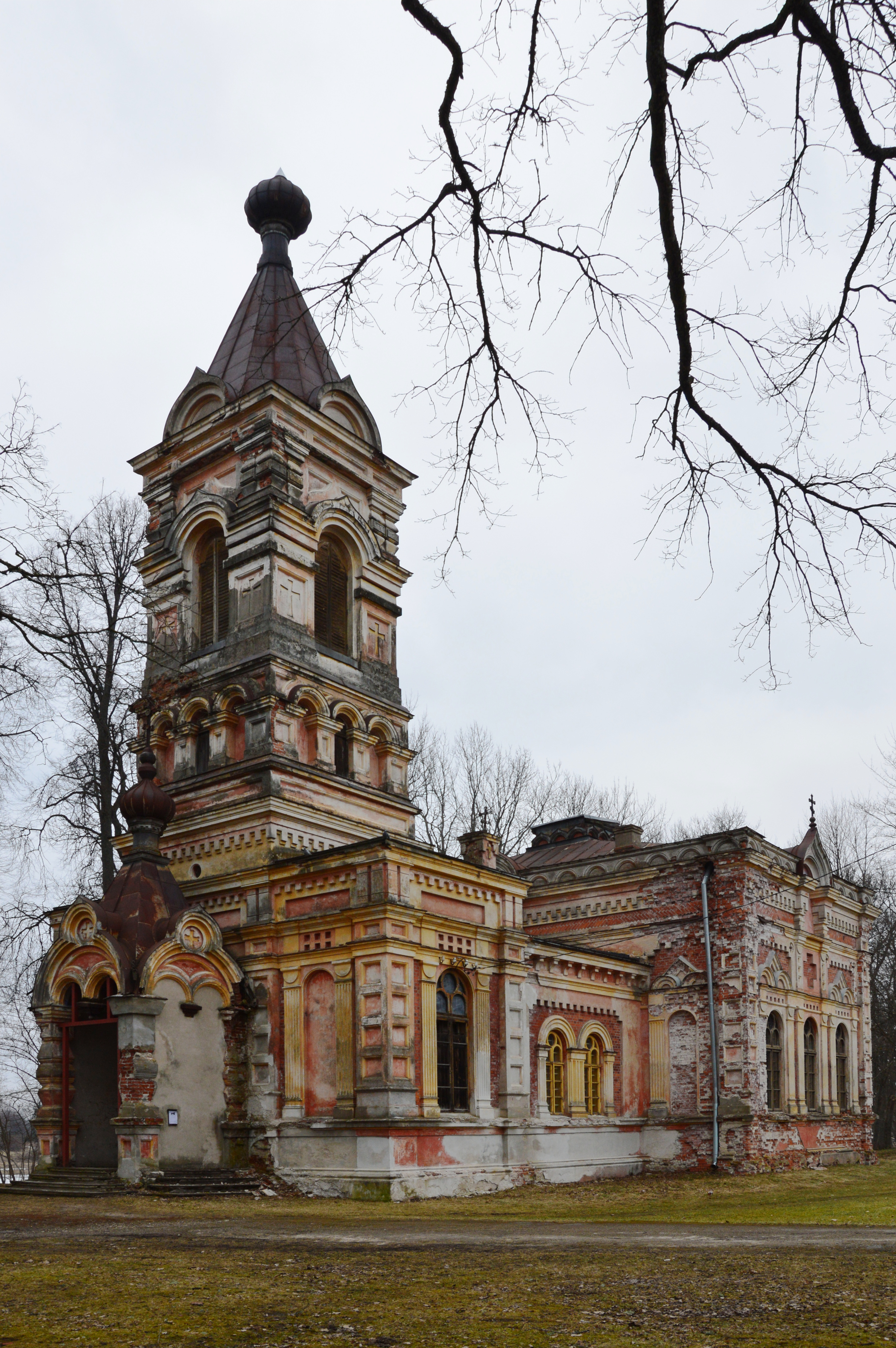
kostel ruské pravoslavné církve
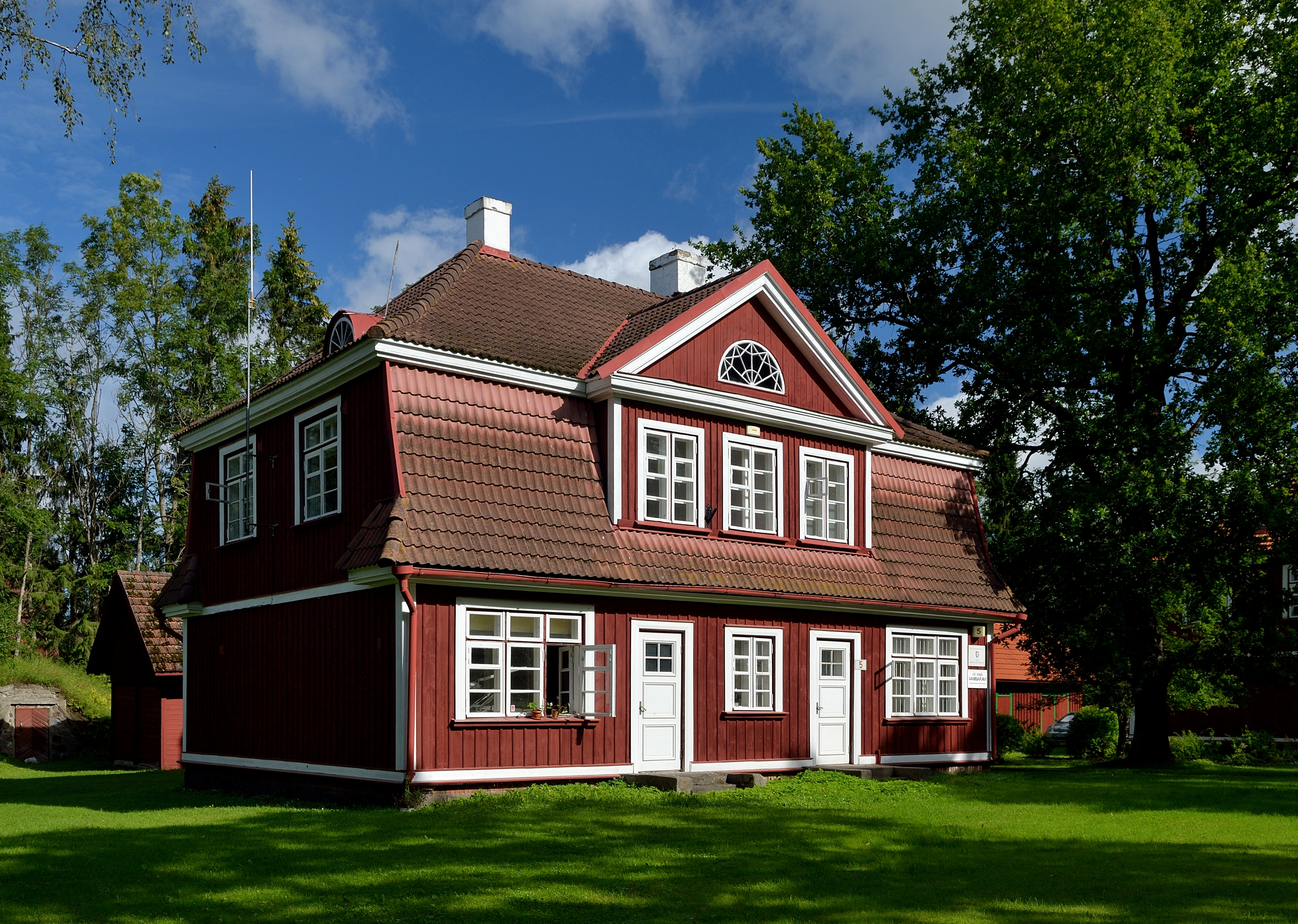
obytný dům